# Porto San Giorgio
Porto San Giorgio là một đô thị thuộc Tỉnh Ascoli Piceno, ở vùng Marche của Italia. Đô thị này có khoảng 16.000 dân và nằm ở duyên hải biển Adriatic.
Porto San Giorgio nằm dọc tuyến đường ray Ancona-Pescara của hãng Ferrovie dello Stato.

## Đô thị kết nghĩa
- Biograd na Moru, Croatia